# Osoppo
Osoppo ist eine Gemeinde mit 2783 Einwohnern (Stand 31. Dezember 2023) in Nordostitalien in der Region Friaul-Julisch Venetien. Das Gemeindegebiet Osoppos liegt am Alpenrand in der Nähe des Tagliamento. Ortsteile sind Pineta und Rivoli.
Die Gemeinde grenzt an die Gemeinden Buja, Forgaria nel Friuli, Gemona del Friuli, Majano, San Daniele del Friuli und Trasaghis.
Der Bahnhof Osoppo liegt an der Bahnstrecke Gemona del Friuli–Sacile. Beim Ortsteil Rivoli befindet sich ein kleiner Flugplatz (Aviosuperficie) für die Allgemeine Luftfahrt.

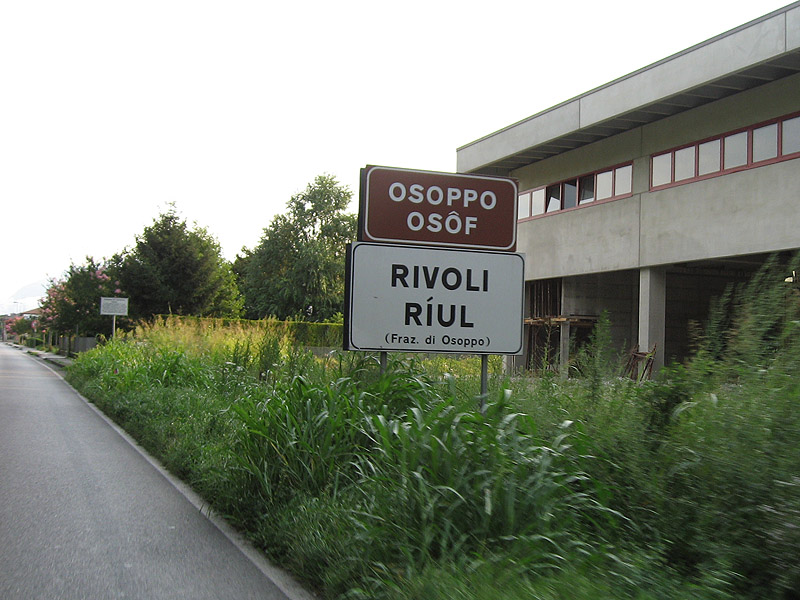
Zweisprachiges Ortsschild